# Guembelia montana
Guembelia montana là một loài Rêu trong họ Grimmiaceae. Loài này được (Bruch & Schimp.) Hampe mô tả khoa học đầu tiên năm 1849.